# 떡잎

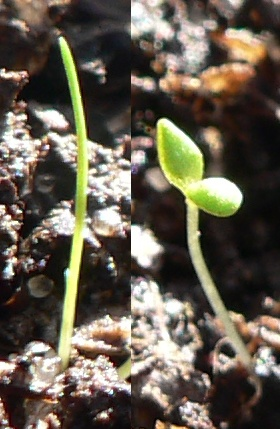

떡잎(cotyledon)은 식물의 씨 안에 위치한 배의 중요한 부분으로, "종자를 만드는 식물의 배아잎으로서, 하나 이상이  발아되는 씨로부터 처음으로 등장하는 것"으로 정의된다. 떡잎의 수는 식물학자들이 속씨식물을 분류하기 위한 한 가지 특징이다. 떡잎 하나가 있는 종들은 외떡잎식물로 부른다. 2개의 떡잎이 있는 식물은 쌍떡잎식물로 부른다.